# Halecium bruniensis
Halecium bruniensis är en nässeldjursart som beskrevs av Watson 1975. Halecium bruniensis ingår i släktet Halecium och familjen Haleciidae. Inga underarter finns listade i Catalogue of Life.